# Clercs réguliers mineurs

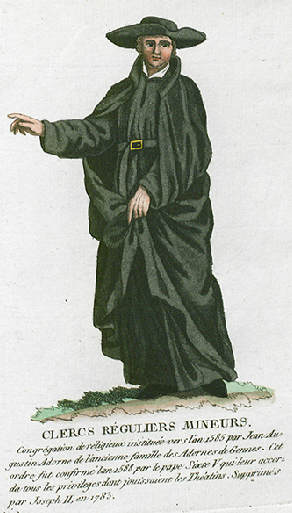
Clercs réguliers mineurs

Les Clercs réguliers mineurs (en latin Ordo Clericorum Regularium Minorum) sont des clercs réguliers de droit pontifical.

## Historique

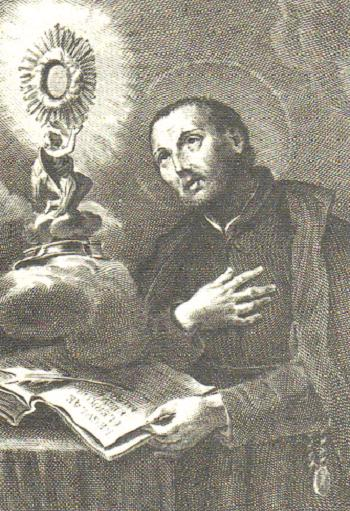
Saint François Caracciolo

L'ordre est fondé à Naples en 1588, dans un climat de restauration catholique après le Concile de Trente, par Augustin Adorno (1551 - 1591)  Fabrice Caracciolo (1555 - 1615) et François Caracciolo (1563 – 1608) ce dernier est considéré comme le principal fondateur.
Adorno, d'une famille de la noblesse de Gênes, abandonne sa carrière politique et décide de se consacrer à la vie religieuse, il s'installe à Naples auprès son directeur spirituel, le théatin Basile Pignatelli, puis rejoint la compagnie des pénitents blancs, une confrérie dédiée à aider les condamnés à mort. Ordonné prêtre, il commence le projet d'établir une nouvelle famille religieuse. Il est rejoint par Fabrice et François Caracciolo (également membre des pénitents blancs). Les trois prêtres se retirent à l'ermitage des camaldules près de Naples pour écrire les premières constitutions religieuses de l'ordre. Outre les trois vœux communs à tous les religieux (pauvreté, obéissance et chasteté), ils décident d'ajouter celui de ne pas rechercher de dignité ecclésiastique, même à l'intérieur de l'ordre. Leur spiritualité se centre sur le culte divin et la dévotion à l'Eucharistie : au moins une heure par jour doit être consacrée à l'adoration du Saint-Sacrement et remplir des pénitences en rotation. Ils établissent un ermitage pour ceux qui désirent se consacrer à la vie contemplative.
L'ordre est approuvé par Sixte V le 1er juillet 1588 par le bref Sacrae religionis. Augustin Adorno et François Caracciolo font leur profession religieuse dans la chapelle des pénitents blancs de la Miséricorde à Naples le 9 avril 1589. Le 29 septembre 1591, Augustin Adorno meurt prématurément à l'âge de 40 ans. La plupart des responsabilités de la nouvelle famille religieuse revient à François Caracciolo qui devient le premier supérieur général. Le pape Clément VIII confirme l'ordre en 1592 et approuve officiellement le quatrième vœu de l'ordre de ne pas chercher les honneurs ecclésiastiques et leur attribue l'église Santa Maria Maggiore alla Pietrasanta de Naples. François Caracciolo reste très occupé en établissant des maisons en Espagne et en Italie dont celle près de la basilique San Lorenzo in Lucina de Rome le 11 juin 1606 qui devait être la maison générale pendant plus de trois siècles.
Ils sont confirmés par Grégoire XIV le 18 février 1591 puis par Clément VIII le 1er juin 1592. Le texte révisé des constitutions est présenté par Fabrice Caracciolo et approuvé par Paul V le 8 octobre 1612. Dans un premier temps, ils sont répartis principalement en Italie et en Espagne, où François Caracciolo fonde des maisons à Madrid (1599), Valladolid et Alcalá de Henares (1601) et où l'ordre est protégé par Philippe II et Philippe III.
À la fin du XVIIIe siècle, l'ordre a cinq provinces (trois en Italie et deux en Espagne) et environ 50 communautés avec 700 à 800 religieux. L'ordre est impliqué dans le travail paroissial, l'enseignement dans les collèges et les universités. Le XVIIIe siècle commence dans le sillage de grands bouleversements qui porte un coup sérieux à tous les ordres religieux et à celui-ci en particulier. La Révolution française, la suppression des ordres religieux, l'esprit nationaliste de l'époque, et d'autres facteurs contribuent à la confusion générale et la détérioration. Beaucoup de maisons sont supprimées, un certain nombre de religieux sont sécularisés et des provinces entières disparaissent. En 1900, l'ordre est réduit à une poignée de maisons religieuses, mais avec l'encouragement des papes, en particulier du pape Benoît XV, l'ordre commence à montrer de nouveaux signes de vie. Peu à peu, l'ordre se développe encore, en Italie d'abord, puis aux États-Unis, en Allemagne et en Afrique.

## Activités et diffusion
Les caracciolins sont engagés dans le ministère sacerdotal, aux missions, à l'éducation des jeunes, aux soins de santé des détenus et aux malades ainsi qu'à l'adoration du Saint Sacrement.
Ils sont présents en Italie, Allemagne, République démocratique du Congo, États-Unis, Inde, Kenya et aux Philippines.
La maison généralice est à Rome, près de l'église Santi Angeli Custodi.
Au 31 décembre 2005 , l'institut comptait 15 maisons et 86 religieux, dont 44 prêtres.